# Verwaltungsgemeinschaft Eltetal
In der Verwaltungsgemeinschaft Eltetal in Thüringen hatten sich sechs Gemeinden zur Erledigung ihrer Verwaltungsgeschäfte zusammengeschlossen. Bis zur Kreisreform Thüringen 1994 lag sie im Kreis Eisenach, ab dem 1. Juli 1994 bis zu ihrer Auflösung im Wartburgkreis. Namensgebend war das Tal des Gewässers Elte.
Die Verwaltungsgemeinschaft wurde am 19. Juni 1992 gegründet. Die Auflösung erfolgte am 31. Dezember 1995. 
Mitgliedsgemeinden waren die Orte Eckardtshausen, Etterwinden, Förtha, Oberellen, Unterellen und Wolfsburg-Unkeroda.
Zum 1. Januar 1996 wurden die Gemeinden Ober- und Unterellen der neuen Verwaltungsgemeinschaft Gerstungen angegliedert. Die Gemeinden Eckardtshausen und Förtha verloren ihre Selbständigkeit und wurden nach Marksuhl eingemeindet. Etterwinden wurde ein Ortsteil der Gemeinde Moorgrund. Wolfsburg-Unkeroda wurde zur selbständigen Gemeinde.